# فرانک دو لاپرسون
فرانک دو لاپرسون (فرانسوی: Franck de la Personne‎؛ زادهٔ اکتبر ۱۹۶۳ (۶۱ سال)) هنرپیشه، بازیگر سینما و کارگردان تئاتر اهل فرانسه است. وی از سال ۱۹۸۱ میلادی تاکنون مشغول فعالیت بوده‌است.

## قسمتی از فیلمشناسی
- مونته کارلو
- داستان زنان
- بازیگران
- مارکیز
- یک روز در موزه